# Rakfisk

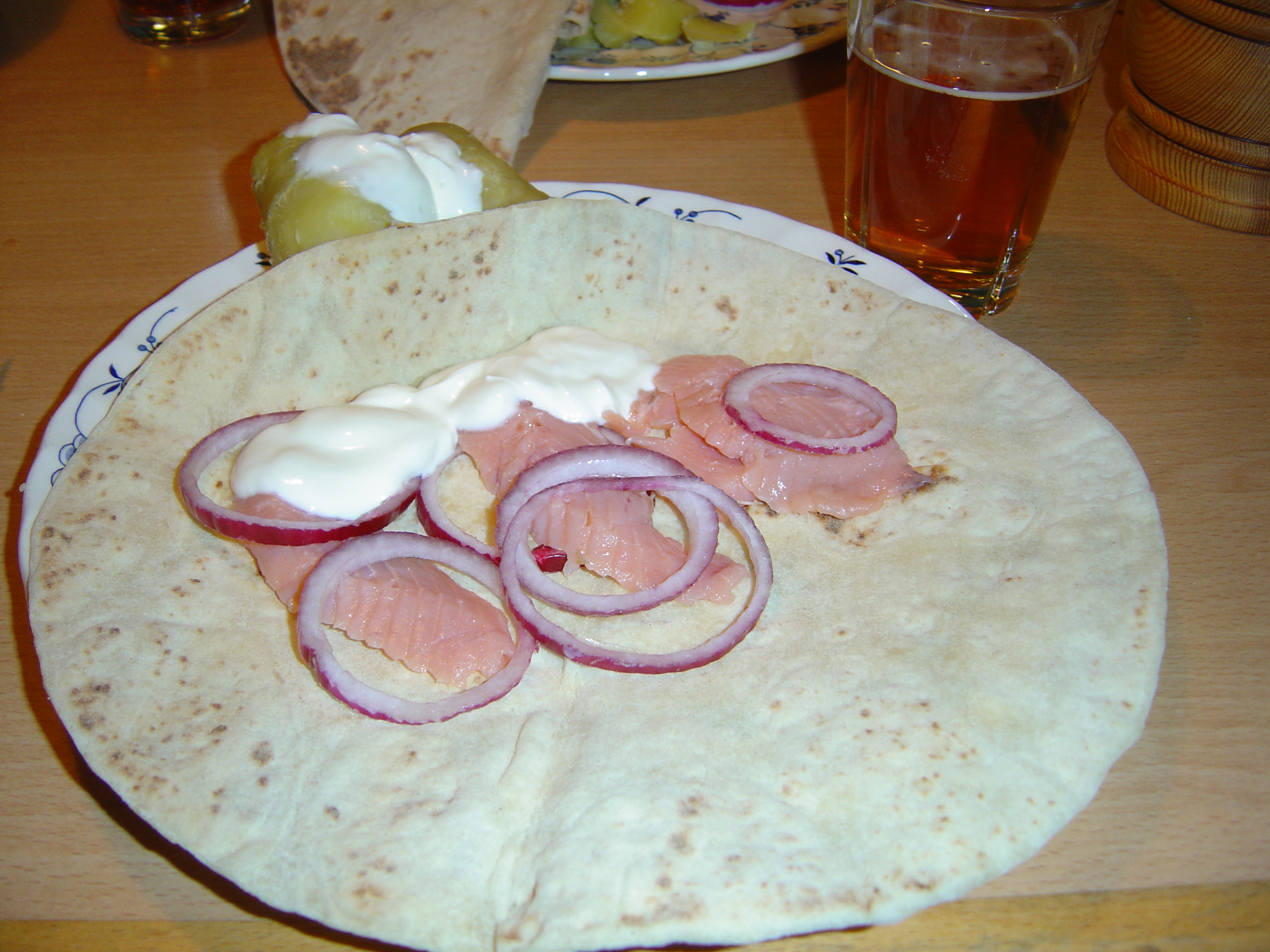
Rakfisk servido con patatas, lefse (pan redondo Noruego), cebollas y crema ácida.

El Rakfisk (pronunciado /rakfisk/) es un plato tradicional de la cocina noruega que contiene pescado, a veces trucha o salvelino en salazón y que se fermenta durante un período de dos o tres meses, en ese momento se corta en filetes, se sirve crudo y se ingiere como acompañamiento de algún otro alimento tal y como patatas cocidas, o incluso otros pescados. Es un producto muy popular en Noruega, se consume una cantidad de 500 toneladas anuales solo en este país. 

## Origen
El rakfisk está relacionado con el plato de la cocina sueca surströmming y muy probablemente comparten origen en la cultura escandinava. Cuándo fue la primera vez que se ha consumido el rakfisk es hoy en día un tema controvertido. El primer registro de rakfisk data de 1348, pero seguramente el alimento existía antes.